# Sallenbusch
Sallenbusch oder auch Siedlung Sallenbusch ist eine Siedlung auf der Gemarkung der baden-württembergischen Gemeinde Weingarten.

## Geografie
Die Siedlung Sallenbusch befindet sich im östlichen Gemarkungsteil der Gemeinde Weingarten, circa einen Kilometer vom Ortsausgang Weingarten Richtung Walzbachtal-Jöhlingen entfernt. Westlich befindet sich die, zu Weingarten zugehörige Siedlung Sohl. Die Siedlung liegt in einer Senke am äußersten westlichen Rand des Kraichgaus. In der Nähe der Siedlung befindet sich der Feldbrunnen, der Sallenbusch Brunnen, der seit 1987 ein geschütztes Naturdenkmal ist.

## Geschichte
Im Juli des Jahres 1951 wurde der erste Spatenstich zur Anlegung der Siedlung getätigt, amerikanische Pioniere beteiligten sich am Aufbau. 1952 wurden die 15 Bauernhäuser fertiggestellt und es wurden vorwiegend Aussiedlerhöfe aus dem Weingartner Ortskern dort untergebracht. 

## Heute
Heute ist die Siedlung Sallenbusch immer noch von landwirtschaftlichen Betrieben geprägt, gleichzeitig hat es sich aber auch zum Naherholungsgebiet entwickelt.